# Immagina (programma televisivo)
Immagina è stato un programma televisivo italiano condotto da Edwige Fenech, andato in onda su Rai 1 per una sola edizione, dal 30 settembre 1987 al 25 marzo 1988, il giovedì alle ore 22:30.

## Il programma
Si trattava di un varietà condotto da Edwige Fenech, a cura di Brando Giordani e Paolo Giaccio, e si proponeva di indagare il cambiamento estetico e di immaginario in corso alla fine degli anni '80.
Veniva presentati film e video sperimentali, venivano proposti approfondimenti sul mondo delle immagini e del look, indagini sul mondo della comunicazione in tutte le sue declinazioni, dal videoclip alla moda; il tutto alla luce delle trasformazioni tecnologiche di quegli anni.
Autrice dei testi Francesca Marciano, del cast fecero parte Omar Calabrese, esperto in videocomunicazione e Mario Convertino, art director del programma. La regia era di Ranuccio Sodi, la fotografia di Roberto Girometti. La trasmissione era molto curata dal punto di vista estetico, sia in ripresa (uno studio immaginato sotto la Fontana di Trevi, creato dal videoartista Fabrizio Plessi), che nella elaboratissima post-produzione digitale; l'ispirazione formale del programma era il cosiddetto Neo-barocco Elettronico, teorizzato, appunto, da Omar Calabrese. 
Innovativa la sigla finale diretta dal regista premio Oscar polacco Zbigniew Rybczyński, che riprendeva gli interni di una casa spostandosi tra le pareti, dando l'idea di una sequenza temporale della vita, il tutto sulla base della canzone Imagine di John Lennon.